# George Donner
George Donner (Salem, 1784 circa – marzo 1847) è stato un pioniere statunitense e il capo della spedizione Donner, un gruppo di emigranti che si imbatté nella neve nella Sierra Nevada dell'Alta California nell'inverno del 1846-1847.
Quasi metà del gruppo morì di fame e alcuni emigranti ricorsero al cannibalismo. 

## Famiglia
George Donner nacque intorno al 1784 vicino a Salem, nella Carolina del Nord. Era il terzo figlio e il maggiore dei maschi di George Donner (1752–1844) e Mary Huff (1755–1842). George ebbe tre sorelle e tre fratelli, uno dei quali, Jacob (1789–1846), lo accompagnò in California assieme alla sua terza moglie, Tamsen Donner.  
I figli del suo primo matrimonio rimasero nell'Illinois, ma quelli del suo secondo e terzo matrimonio lo accompagnarono in California. Tutti e cinque sopravvissero. 

## Spedizione Donner
Prima di emigrare verso ovest, Donner viveva appena fuori Springfield nell'Illinois. Il 14 aprile 1846, lui, suo fratello Jacob e James F. Reed, insieme alle loro famiglie e a loro dipendenti, partirono per la California in carri coperti come parte della Boggs Company. Tre mesi dopo, al Little Sandy River, nel Wyoming, Donner fu scelto per guidare il gruppo, ora noto come la spedizione Donner. 
La spedizione decise di deviare dalla strada principale per prendere una nuova rotta nota come Hastings Cutoff attraverso le Montagne Wasatch nello Utah e il deserto del Gran Lago Salato, ricongiungendosi alla pista della California a ovest di Elko in Nevada. Sebbene il percorso fosse stato pubblicizzato come scorciatoia, ritardò notevolmente i loro progressi e costò una preziosa risorsa della spedizione quando molti dei suoi buoi morirono di fame nel deserto. Si unirono alla pista principale attraverso la Sierra Nevada alla fine della stagione e presto rimasero intrappolati da innumerevoli nevicate sul lato orientale del lago Truckee, a ovest dell'attuale Truckee in California. 

### Morte
Furono organizzate spedizioni di salvataggio, ma non riuscirono a raggiungere i pionieri bloccati dalle forti nevicate. Quando finalmente arrivarono, Jacob Donner era morto e il braccio di George Donner era andato in gangrena a seguito di un infortunio alla mano subìto mentre riparava un asse di carro rotto durante il tragitto verso il campo invernale. I soccorritori portarono in salvo le figlie di Donner, Elitha e Leanna, lasciando indietro Donner e sua moglie. 
La seconda e la terza operazione di salvataggio trovarono Donner troppo debole per viaggiare. Quando arrivò la quarta e ultima missione di soccorso, il 17 aprile 1847, trovò Donner morto nel suo letto. Alcune altre fonti sulla morte di Donner indicano che il suo corpo era stato mutilato. 